# Staurogyne kamerunensis
Espèce
Synonymes
- Zenkerina kamerunensis Engl.[1]

Statut de conservation UICN

 NT  : Quasi menacé
Staurogyne kamerunensis (Engl.) Benoist est une espèce de plantes à fleurs de la famille des Acanthaceae et du genre Staurogyne. C'est une herbe présente en Afrique tropicale.

## Liste des sous-espèces
Selon Catalogue of Life (28 juillet 2017) :
- sous-espèce Staurogyne kamerunensis subsp. calabarensis
- sous-espèce Staurogyne kamerunensis subsp. kamerunensis

## Description
Relativement rare, la sous-espèce calabarensis, qui ne dépasse pas 10 cm dehauteur, est surtout présente au sud-est du Nigeria, également au sud-ouest du Cameroun à une altitude allant de 400 à 600 mètres dans les forêts sempervirentes des plaines et les forêts tropicales.
La sous-espèce kamerunensis, qui peut mesurer jusqu’à 45 cm de hauteur, pousse principalement dans le sud du Cameroun à une altitude de 400 à 600 mètres dans les forêts sempervirentes des plaines.

Ses fleurs couleur blanc-crème atteignent jusqu’à 1,20 cm de longueur.

Subendémique, assez rare, cette sous-espèce est considérée comme quasi menacée étant donné le nombre peu élevé de localisations et le développement de l’agriculture.